# كارلوس أوسورو سييرا
كارلوس أوسورو سييرا (تلفظ بالإسبانية: ‎/ˈkaɾlos oˈsoɾo ˈsjera/‏؛ مواليد 16 مايو 1945) هو أسقف كاثوليكي إسباني شغل منصب رئيس أساقفة مدريد منذ عام 2014 وكان كاردينالًا منذ عام 2016.